# Cmentarz żydowski w Chorzelach
Cmentarz żydowski w Chorzelach – znajduje się przy ul. Ogrodowej. Został założony wedle różnych źródeł w XVI lub XIX wieku. 
W czasie II wojny światowej uległ dewastacji, macewy zostały wykorzystane przez Niemców do budowy chodników. W 1991 roku wzniesiono na terenie nekropolii pomnik z odzyskanych fragmentów macew ufundowany przez Związek Żydów Chorzelskich w Izraelu, a upamiętniający ofiary Holocaustu. Kilka macew z chorzelskiego cmentarza zostało wykorzystanych do wzniesienia pomnika na cmentarzu żydowskim w Przasnyszu.